# Mordellistena melvillensis
Mordellistena melvillensis es una especie de coleóptero de la familia Mordellidae.

## Distribución geográfica
Habita en Northern Territory (Australia).